# Setaphora conspersa
Setaphora conspersa là một loài chân đều trong họ Philosciidae. Loài này được Herold miêu tả khoa học năm 1931.